# Глорія Стайнем
Глорія Марі Стайнем (англ. Gloria Marie Steinem, 25 березня 1934, Толідо, Огайо) — американська феміністка, журналістка, соціальна та політична активістка, авторка, редакторка і лекторка. В кінця 1960-х-початку 1970-х Глорія Стайнем стала найвідомішою у США борчинею за жіночі права, національно визнаною лідеркою і представницею феміністичного руху.
Стайнем працювала оглядачкою для New York Magazine і є однією з засновниць журналу Ms.. В 1969 опублікувала статтю «англ. After Black Power, Women's Liberation», котра принесла їй національну популярність як лідерці феміністського руху.
У 2005 Стайнем, Джейн Фонда і Робін Морган стали співзасновницями некомерційної організації Women's Media Center[en], метою якої є створення позитивного іміджу жінок у ЗМІ.
Більшість свого часу Стайнем присвячує публічним виступам на тему рівності, виступає як організаторка й подорожує з лекціями різними країнами.

## Життєпис
Народилася 25 березня 1934 року в Толідо, штат Огайо, в сім'ї Рут (Ruth) і Лео Стейнем (Leo Steinem). Лео, торговець антикваріатом, був сином євреїв-іммігрантів з Польщі й Німеччини, а предки Рут — німці. Коли Глорія була ще дитиною, її мати перенесла нервовий зрив, після якого провела декілька років в лікарні для розумово неповноцінних людей. Коли Глорії було 10 років, батьки розлучилися, батько поїхав у Каліфорнію, дівчинка залишилася з матір'ю в Толедо. Сім'я ніколи не була забезпеченою, а з від'їздом батька становище погіршилось ще більше.

Закінчивши школу, Стейнем вступила в жіночий Smith College. У 1960 році стала співробітницею новозаснованого журналу «Help!». Редактор «Esquire» замовив Стайнем статтю, яку вона пізніше назвала своєю першою серйозною роботою, — в 1962-му вийшла стаття про те, що жінки вимушені вибирати між кар'єрою і шлюбом. У 1963-му, працюючи над статтею для журналу «Huntington Hartford's Show», Стайнем влаштувалася офіціанткою в нью-йоркський «Playboy Club». Статтю, в якій розповідалося про те, як поводяться з жінками в подібних клубах, доповнювала фотографія авторки в уніформі «зайчика Плейбой» — корсет, краватка-метелик, заячі вушка. У 1985-му на основі її досвіду був знятий телефільм. У 1968-му Стейнем отримала роботу в нещодавно заснованому світському журналі «New York magazine», а в 1972 році стала однією із засновниць першого феміністського видання «Ms.». Перший регулярний випуск журналу, що вийшов в липні накладом 300 тисяч екземплярів, розійшовся за три дні. Стейнем продовжувала писати для журналу 15 років, поки в 1987-му його не продали. У 2001-му він повернувся в руки жіночого руху, і Глорія Стайнем залишається однією з шести основних редакторок журналу і входить до складу консультативної ради.

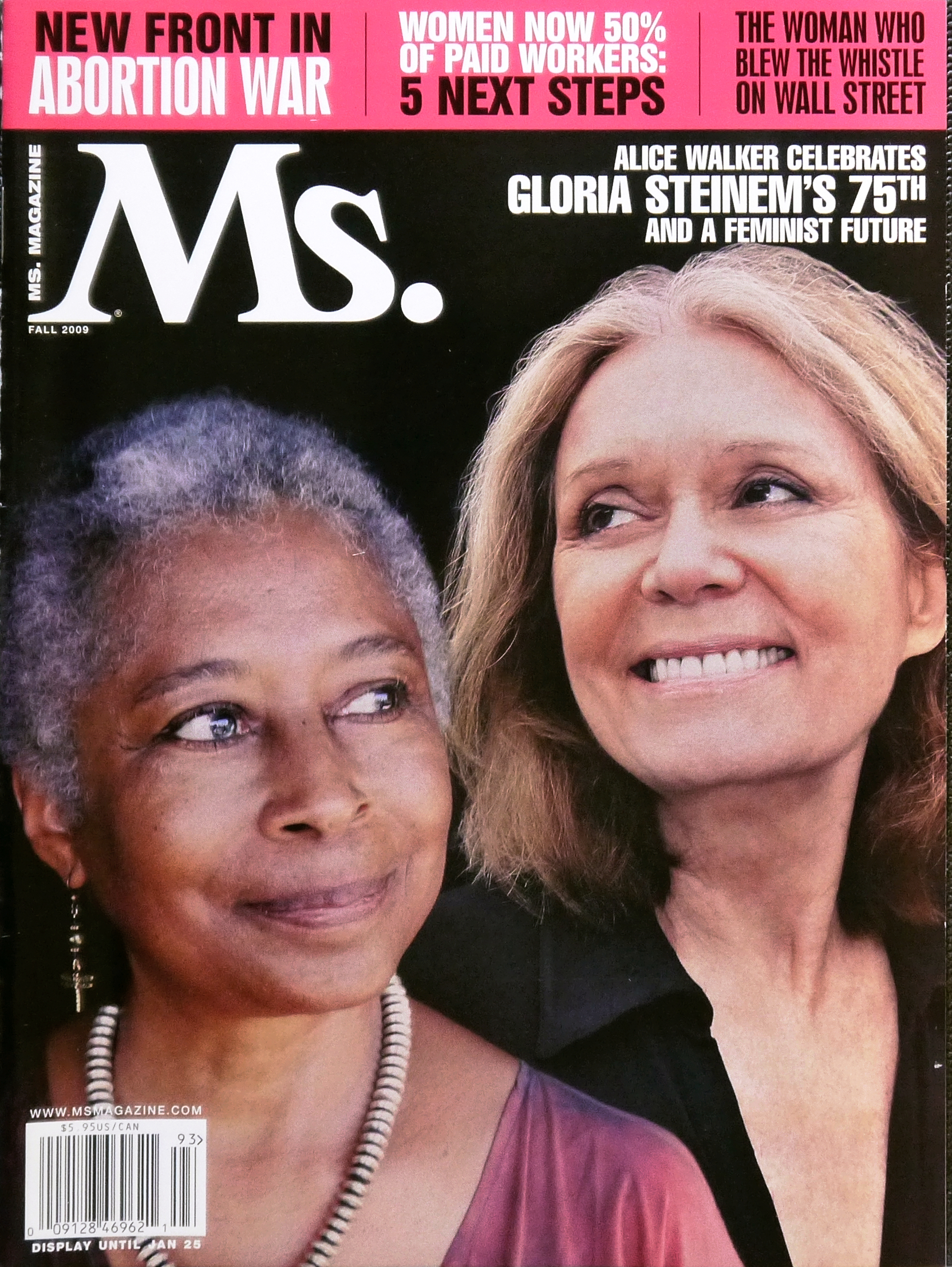
Глорія Стайнем (праворуч) і Еліс Вокер на обкладинці Ms. magazine, осінь 2009 року

У 2005 році Стайнем разом з Робін Морган і Джейн Фондою працювала над створенням некомерційної організації «Жіночий медіацентр» (Women's Media Center), яка ставить метою посилення ролі жінок в ЗМІ шляхом громадських виступів, інформування, навчання лідерським навичкам і створення оригінального змісту. Нині Стайнем входить у правління організації. Вона продовжує займатися політикою і проєктами, пов'язаними з пресою, як коментаторка, письменниця, лекторка й організаторка, агітуючи за кандидаток і реформи й публікуючи нові книги та статті.
Глорія Стайнем працювала над тим, щоб жінки отримали рівні з чоловіками політичні та економічні можливості, ратувала за збільшення кількості жінок на керівних посадах, у тому числі в конгресі й уряді, виступала проти апартеїду в Південній Африці, проти економічної й соціальної дискримінації не лише жінок, але й афроамериканців(-ок), латиноамериканців(-ок) та інших національних меншин. Згодом Стайнем стала активною учасницею руху за права тварин і не обійшла увагою проблему одностатевих шлюбів; також вона противниця порнографії й поширеної у світі практики калічення жіночих геніталій.
У 1993 році Стайнем увійшла в Національний жіночий зал слави. У 2000 році Глорія Стайнем спільно з Ефуа Доркеноо здобула міжнародну нагороду в галузі прав людини «Equality Now».
У 1986-му їй довелося зіткнутися з раком грудей і перемогти хворобу. 3 вересня 2000 року 66-річна Стайнем дружилася з Девідом Бейлом, батьком актора Крістіана Бейла. Шлюб тривав 3 роки, в грудні 2003-го чоловіе помер від лімфоми.

## Ставлення до шлюбу
Стайнем мала аборт і поїздку в Індію після коледжу Сміта задля уникнення шлюбу.
Кар'єра завжди стояла для Стайнем на першому місці, але ніколи не заважала її тривалим тісним взаємовідносинам. Прохолодність Догляд за безпорадною матір'ю дитинстві вплинув на небажання заводити родину в класичному розумінні: «Я намагалася піклуватися про матір тоді, коли була ще занадто молода, щоб піклуватися про себе».[джерело?] Натомість мала численні серійні стосунки, які називала мінішлюбами.[джерело?]
У 1960-х була заручена з Бобом Бентоном, з яким працювала в «Esquire». 
У 70-ті Стайнем говорила: «Легальний шлюб робить вас половиною особи. А який чоловік хоче жити з половиною жінки?»[джерело?]
Стайнем оцінювала пріоритет кар'єри над сім'єю так: «Саморозкриття — ось гідна мета життя». У «Революції зсередини» (1973) Стайнем наводить висновок із самоаналізу: «Я думаю, що істина полягає в тому, що пошук самих себе дає більше радості й добробуту, ніж все, що може запропонувати роман».
Перша сусідка Стайнем по кімнаті, Барбара Нессим, художниця з Нью-Йорка, згадує: «Я думаю, що Глорія завжди любила людство більше, ніж людей. Завжди більше цікавилася любов'ю до світу, ніж людською любов'ю».[джерело?]
Філософські погляди Стайнем на дуалізм кар'єри й сім'ї фактично висловила у заяві пресі в 1988 році: «Я не можу любити в полоні».

## Книги
- The Thousand Indias (1957)
- The Beach Book (1963), NY, Viking Press. OCLC 1393887
- Outrageous Acts and Everyday Rebellions (1983), NY: Holt, Rinehart, and Winston. ISBN 978-0-03-063236-5
- Marilyn: Norma Jean (1986), with George Barris, NY: Holt. ISBN 978-0-8050-0060-3
- Revolution from Within (1992), Boston: Little, Brown and Co. ISBN 978-0-316-81240-5
- Moving beyond Words (1993), NY: Simon & Schuster. ISBN 978-0-671-64972-2
- Doing Sixty & Seventy (2006), San Francisco, Calif.: Elders Academy Press. ISBN 978-0-9758744-2-4